# Sejong (ville)
Pour l’article homonyme, voir Sejong le Grand.
Sejong (hangeul : 세종 ; hanja : 世宗 ; RR : Sejong ; MR : Sechong, /se(ː).dʑoŋ/), officiellement la ville spéciale autonome de Sejong (hangeul : 세종특별자치시 ; hanja : 世宗特別自治市), est de facto la capitale administrative de la Corée du Sud, et une ville nouvelle située sur les rives du Geumgang au centre de la Corée du Sud à quelques kilomètres au nord de Daejeon.
Ce projet d'aménagement du territoire a été lancé par le président Roh Moo-hyun, dans le but de créer une nouvelle capitale sud-coréenne. Il a pour objectif de réduire le déséquilibre entre la mégapole de Séoul et la province au sud. Sa réalisation s'est ensuite heurtée à des intérêts politiques et économiques divergents et a été limitée à la migration vers Sejong de ministères et  d’autres établissements gouvernementaux et publics pour en faire une capitale administrative. L'inauguration de la ville a eu lieu le 1er juillet 2012 et la première vague de transfert d'institutions (ministères de la culture, des sports et du tourisme; du commerce, de l’industrie et de l’énergie; de la santé et de l’aide sociale; de l’emploi et du travail; des patriotes et des anciens combattants) s'est déroulée en décembre 2013.
Son territoire est essentiellement formé par l'ancien district de Yeongi. Elle est nommée en l'honneur du roi Sejong le Grand, le père de l'alphabet coréen.

## Histoire

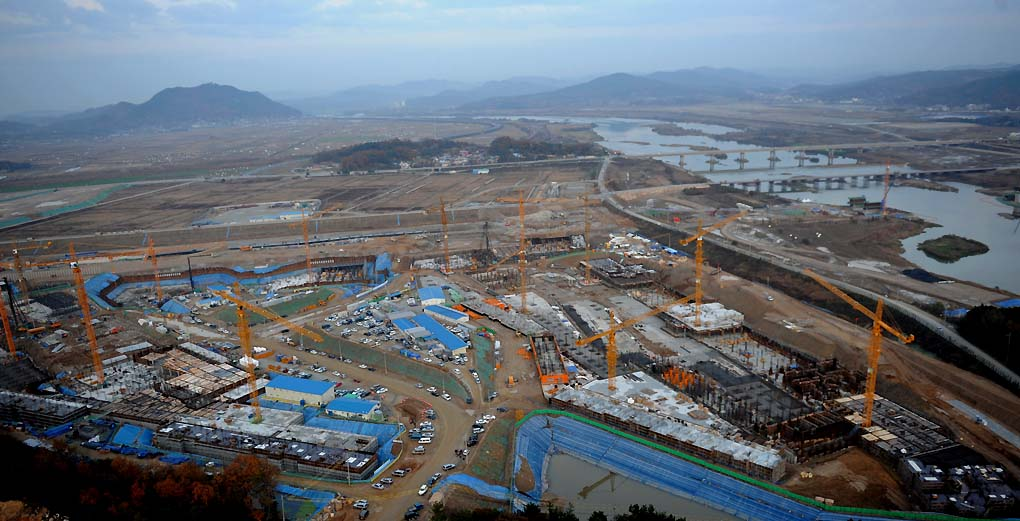
Le chantier en novembre 2009

Le projet a été initialement lancé entre 2002 et 2004 avec l'objectif de donner au pays une nouvelle capitale pour lutter contre le gigantisme de Séoul.  Après de nombreuses discussions à l'assemblée et à la suite de l'opposition de certains membres du grand parti national revenu au pouvoir à partir de 2008, le plan initial a été abandonné car cette décision, jugée inconstitutionnelle, aurait dû être approuvée par les deux tiers des élus. Le projet est modifié et relancé en 2005, pour un budget équivalent à 16 milliards d'euros.
En septembre 2009, le président Lee Myung-bak annonce qu'il préfère éviter le déménagement d'agences gouvernementales et propose en 2010 un projet visant seulement la création d'un centre économique basé sur l'éducation et la science,. Finalement, un compromis a été trouvé avec le déplacement de ministères dont le cabinet du premier ministre et l'obtention d'un statut de ville autonome spéciale (특별자치시) similaire à celui de Séoul. Cependant, la présidence reste à Séoul. En 2012, le nombre de ministères et d'agences qui doivent être transférés est limité à 36. La ville est inaugurée le 1er juillet 2012.
En 2019, le ministère de l'intérieur et de la sécurité et celui des sciences et des nouvelles technologies doivent déménager à Sejong. Seuls 5 ministères doivent rester à Séoul : le ministère de la défense, le ministère des affaires étrangères, le ministère de l'unification, le ministère de la justice et le ministère de l'égalité hommes-femmes et de la famille.
L'objectif est d'atteindre les 300 000 habitants en 2020 - ce qui a été dépassé avec 350 000 résidents en octobre 2020 - et les 500 000 en 2030. La ville fait toutefois face à la réticence des fonctionnaires mais aussi du secteur privé et à la concurrence d'autres villes nouvelles mieux situées (Songdo, Saemangeum), au bord de la mer Jaune.

## Climat
| Mois                                  | jan.       | fév.       | mars      | avril     | mai       | juin      | jui.      | août      | sep.      | oct.      | nov.      | déc.       | année      |
| ------------------------------------- | ---------- | ---------- | --------- | --------- | --------- | --------- | --------- | --------- | --------- | --------- | --------- | ---------- | ---------- |
| Température minimale moyenne (°C)     | −4,8       | −3         | 1         | 7         | 12,8      | 18,2      | 21,9      | 22,3      | 17,1      | 10,2      | 3,2       | −3,2       | 8,6        |
| Température moyenne (°C)              | −1,3       | 0,8        | 5,7       | 12,2      | 18        | 22,7      | 25        | 25,5      | 20,9      | 14,5      | 7,2       | 0,4        | 12,6       |
| Température maximale moyenne (°C)     | 2,7        | 5,6        | 11,3      | 18        | 23,7      | 27,9      | 28,8      | 29,3      | 25,2      | 19,5      | 11,8      | 4,5        | 17,4       |
| Record de froid (°C) date du record   | −19,1 2021 | −10,9 2020 | −4,4 2020 | −0,8 2020 | 5,3 2021  | 10,8 2019 | 16,1 2019 | 17,4 2019 | 12 2019   | 1,8 2020  | −3,2 2020 | −13,8 2020 | −19,1 2021 |
| Record de chaleur (°C) date du record | 14,3 2020  | 22 2021    | 21,9 2020 | 29,8 2021 | 30,5 2021 | 33,4 2020 | 34,8 2021 | 35,5 2019 | 30,9 2020 | 27,4 2019 | 22 2020   | 14,8 2019  | 35,5 2019  |
| Précipitations (mm)                   | 25         | 34         | 51        | 82        | 89        | 137       | 258       | 218       | 146       | 59        | 45        | 27         | 1 171      |
| Nombre de jours avec précipitations   | 3          | 3          | 5         | 5         | 6         | 7         | 12        | 11        | 6         | 4         | 5         | 4          | 71         |
| Humidité relative (%)                 | 61         | 59         | 59        | 58        | 61        | 66        | 81        | 78        | 74        | 69        | 69        | 65         | 67         |

| Diagramme climatique                                  |         |         |       |            |             |             |             |             |            |           |           |
| J                                                     | F       | M       | A     | M          | J           | J           | A           | S           | O          | N         | D         |
| 2,7−4,825                                             | 5,6−334 | 11,3151 | 18782 | 23,712,889 | 27,918,2137 | 28,821,9258 | 29,322,3218 | 25,217,1146 | 19,510,259 | 11,83,245 | 4,5−3,227 |
| Moyennes : • Temp. maxi et mini °C • Précipitation mm |         |         |       |            |             |             |             |             |            |           |           |

## Divisions administratives

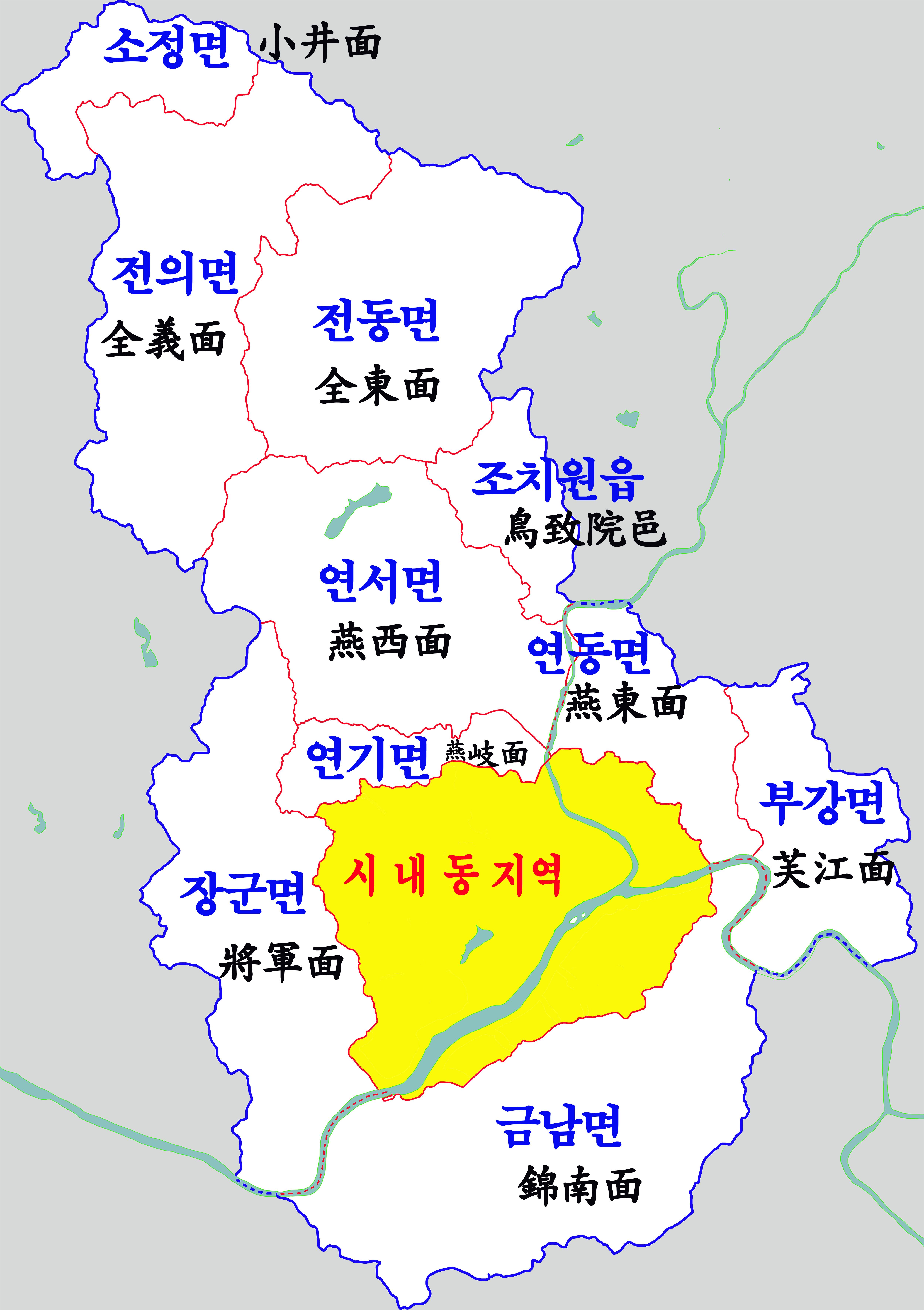
Subdivisions administratives

La ville de Sejong est dirigée par  Yoo Han-shik qui était auparavant gouverneur du district de Yeongi (2008-2012).
Le centre-ville encore en construction est formé par le quartier d'Hansol-dong. Dans son ensemble, le territoire administré s'étend sur 465 km2.
En 2012, la population totale est de 122 263 habitants. Il est constitué essentiellement par l'ancien district de Yeongi (82 733 habitants en 2003) agrandi par des villages dépendant auparavant des villes de Gongju et de Cheonan. Ce territoire regroupe les communes (myeon, 면) de  Yeongi (연기면, 3 608 habitants, 53,5 km2, les chiffres datent de juillet 2010), Geumnam (금남면, 9 366 hab., 73,6 km2), Janggun (장군면), Bugang (부강면, 7 195 hab. le 31 juillet 2011, 35,1 km2), Yeonseo (연서면, 7 812 hab., 54,6 km2), Yeondong (연동면, 4 084 hab., 29,5 km2) Jeonui (전의면, 6 841 hab., 62,3 km2), Jeondong (전동면, 4 032 hab., 57,8 km2), Sojeong (소정면, 3 111 hab., 16,6 km2) et surtout le bourg (eup, 읍) de Jochiwon (조치원읍, 42 561 hab. en juillet 2010), l'ancien centre administratif.
En aout 2015, 98 097 personnes s'étaient déjà installées dans les quartiers de la ville nouvelle (Hansol-dong, Dodam-dong et Areum-dong) portant ainsi la population totale de la subdivision administrative à 194 173 habitants.

## Infrastructures

Drapeau de Sejong.

L'établissement de cette ville en tant que centre de recherche et d'éducation est favorisé par la présence à proximité de campus secondaires de deux universités prestigieuses, l'université de Corée (depuis 1980) et l'université Hongik (depuis 1989) construits à Jochiwon.

Elle est desservie par l'aéroport de Cheongju et par la gare KTX d'Osong pour les trains à grande vitesse tous deux situés en dehors des limites de la ville.

Images de différentes infrastructures de Sejong
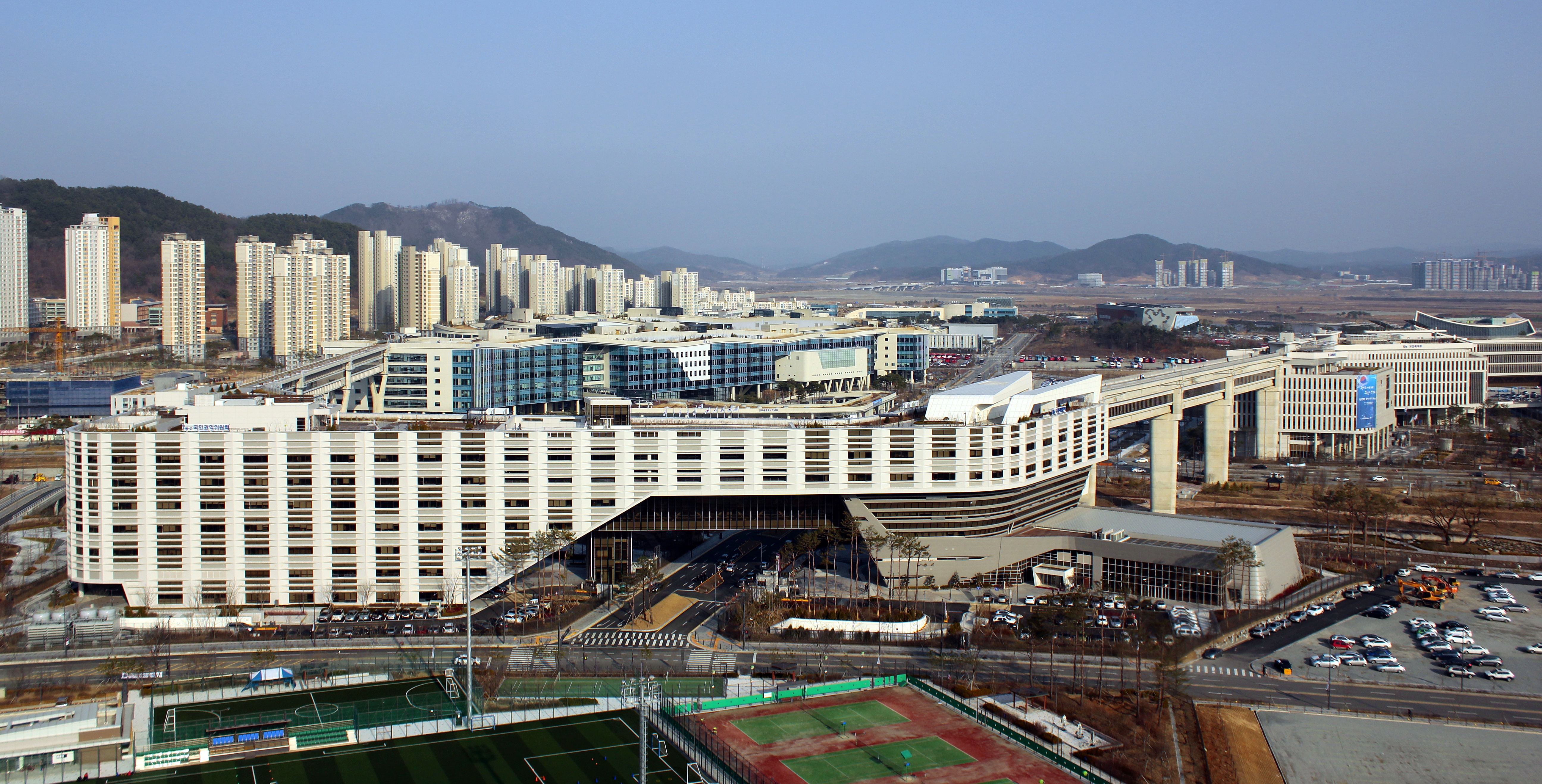
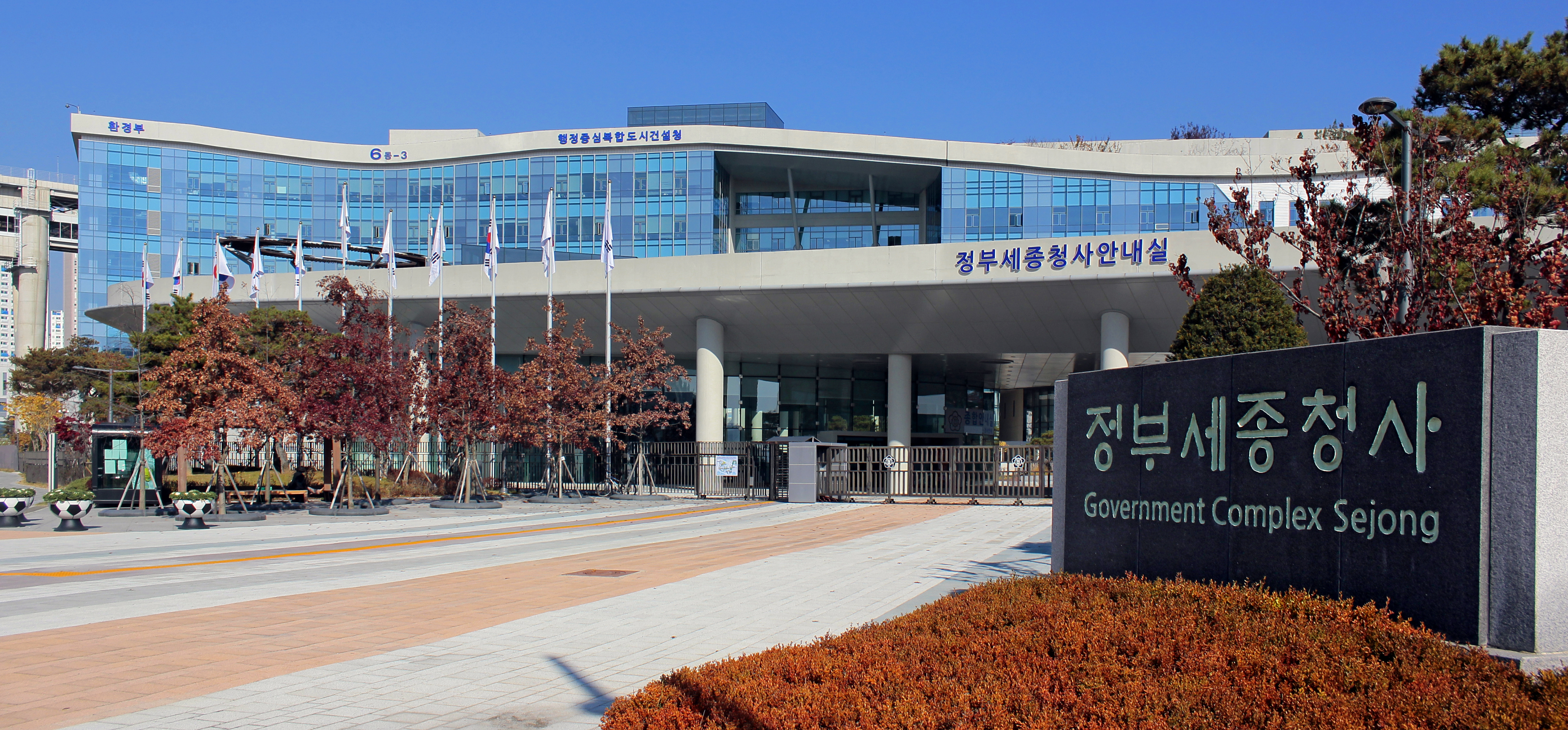
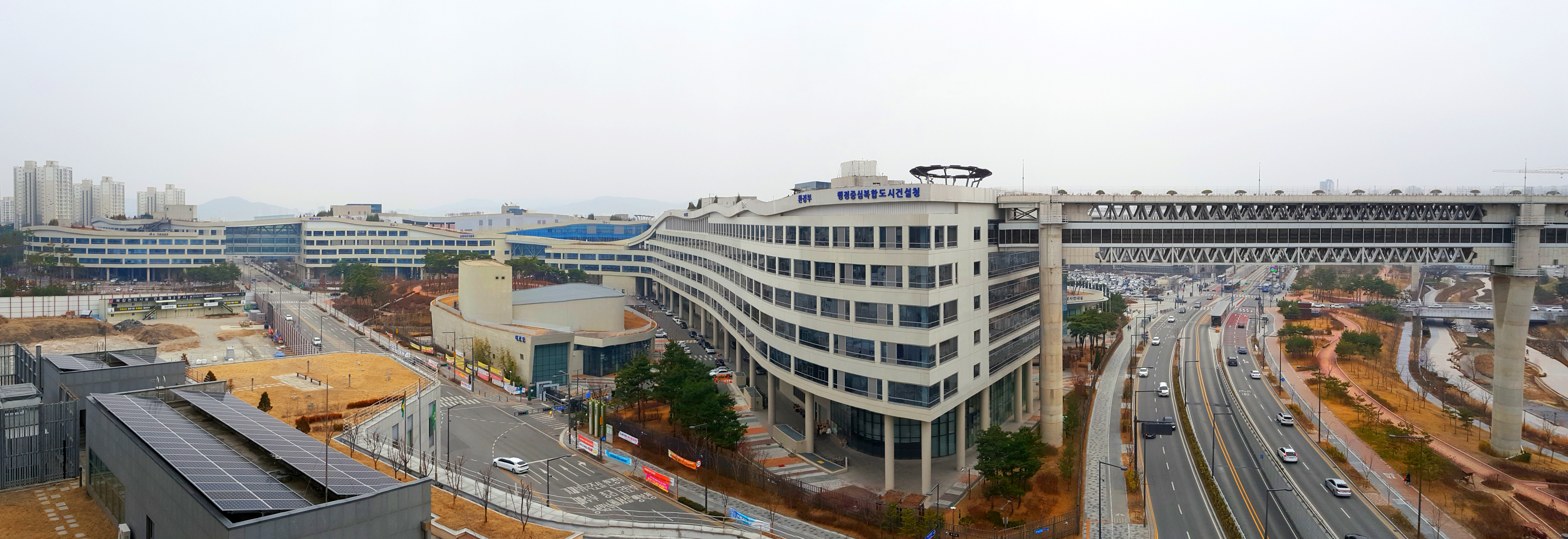
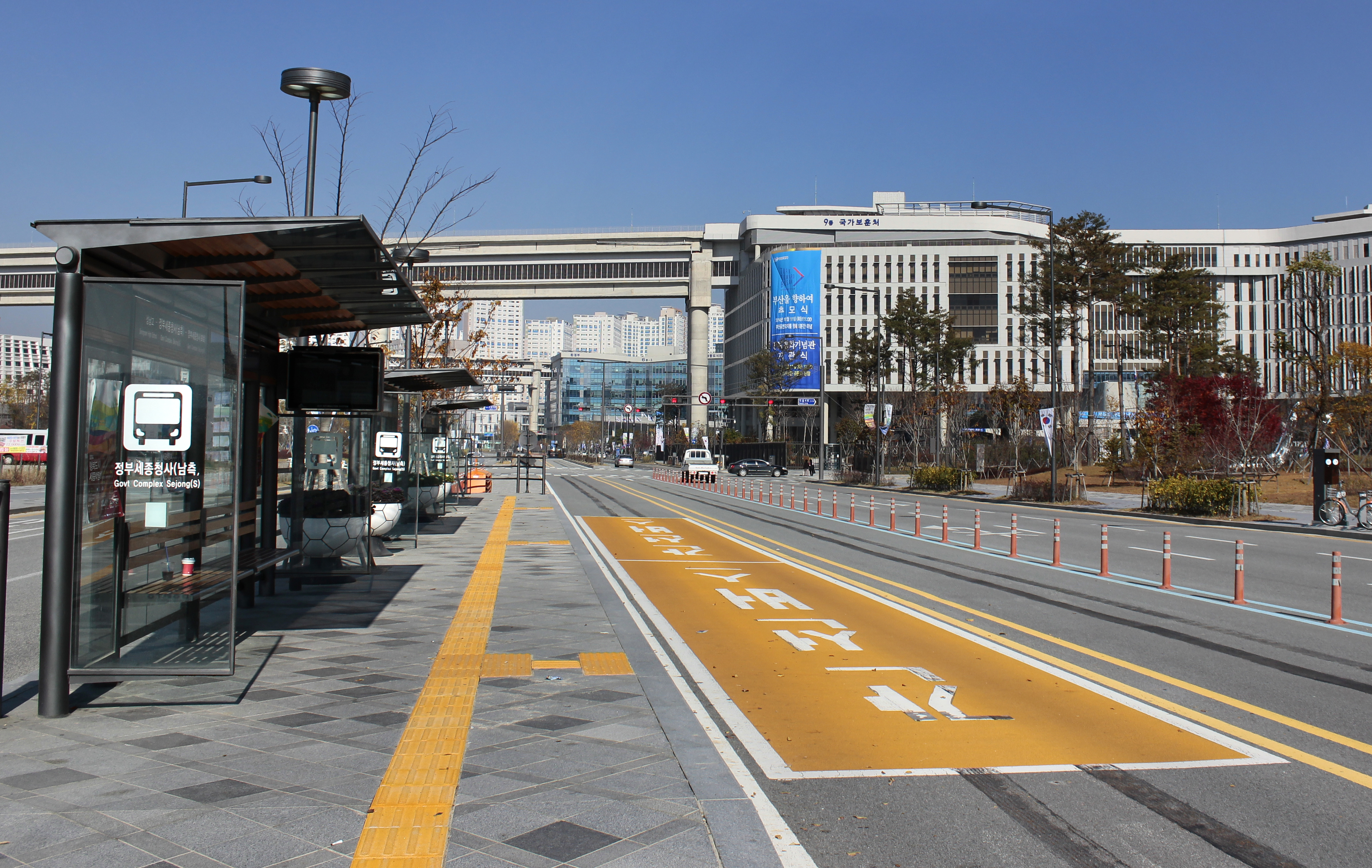
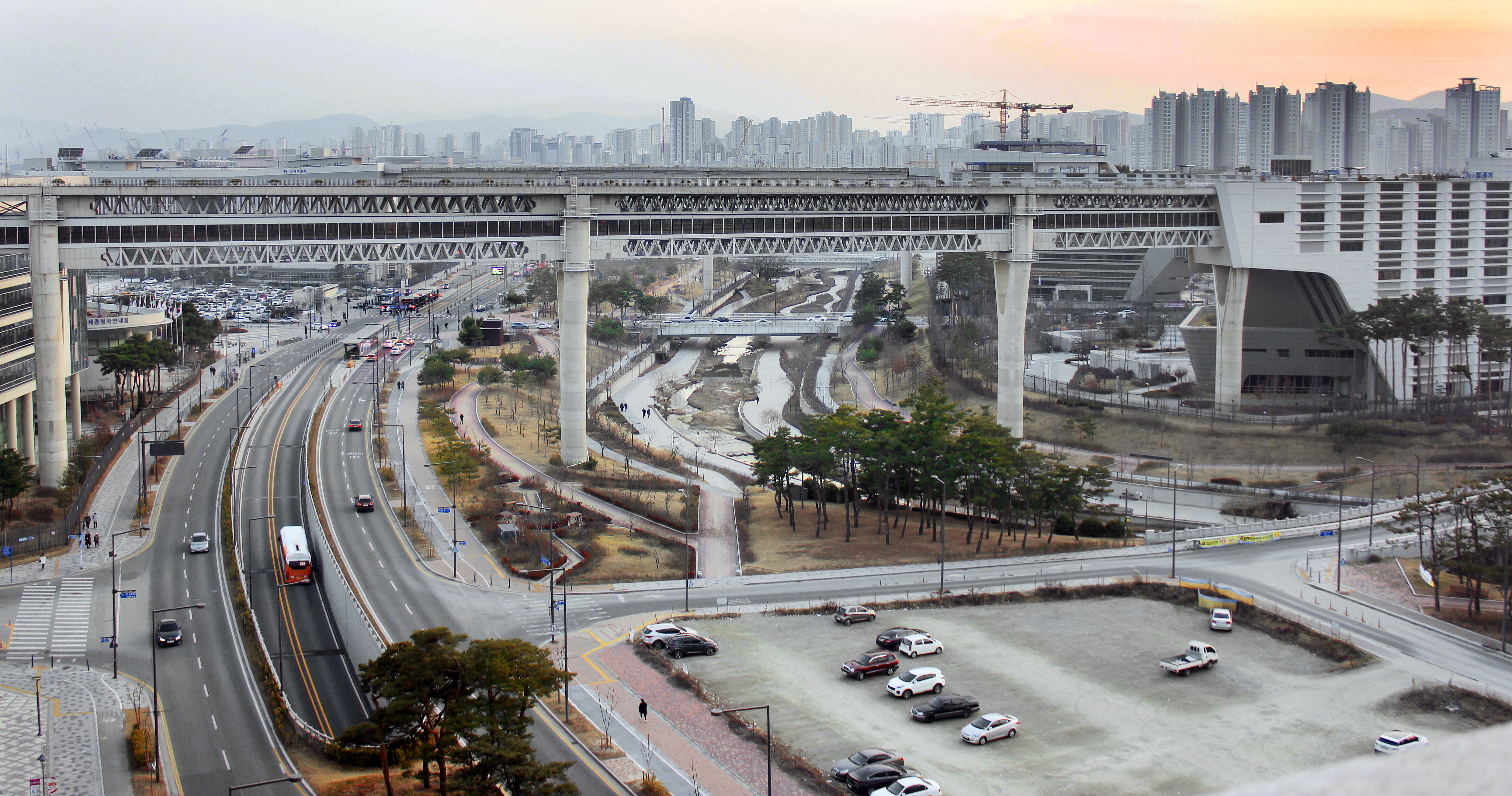

## Attractions touristiques
- La forteresse du mont Unju (Unjusanseong)[16] :

Cette forteresse date de la période de Baekje. Il en reste un mur de 2 mètres de large et de 2 à 8 mètres de haut. Sa taille est imposante, elle a un pourtour de 3 210 mètres. Vers l'an 600, le roi Pung et le général Dochim ont tenté de lancer un mouvement pour restaurer la force du royaume de Baekje. C'est dans ce fort qu'ils se sont retrouvés encerclés et ont trouvé la mort. Une cérémonie est tenue en leur mémoire chaque mois de septembre. Une autre forteresse se trouve sur le mont Kumsung.
- Le mémorial de la bataille de Yeongi[16] :

C'est un parc qui commémore la bataille qui s'est déroulée entre le royaume de Goryeo et le Won en 1291 sur le mont Jungjua.
- Les temples bouddhistes :

Les temples principaux sont Biamsa, Hwangryongsa, Yeonhwasa, Hakrimsa et Gwaneumsa.
- Le réservoir de Gobok :

C'est un lac artificiel qui sert de réservoir pour l'agriculture et qui est très poissonneux. Depuis 1990, il a été aménagé en tant que parc municipal et est apprécié par les pêcheurs.
- Le musée d'histoire locale de Yeongi